# Chico O’Farrill
Arturo „Chico“ O’Farrill (* 28. Oktober 1921 in Havanna, Kuba; † 27. Juni 2001 in New York City, New York) war ein US-amerikanischer Musiker, Arrangeur und Komponist kubanischer Herkunft. 

## Leben und Wirken
Chico O’Farrill kam als Jugendlicher zur Ausbildung an die Riverside-Militärakademie in Florida, wo er nebenbei Trompete und Piano studierte. Während seines Jurastudiums arbeitete er mit verschiedenen kubanischen Gruppen, für die er zu arrangieren begann. 1948 zog er nach New York, wo er bei Hall Overton und Bernd Wagenaar studierte. Er arbeitete als Arrangeur für Benny Goodman, für 
Machito (1950, Afro-Cuban Jazz Suite mit Charlie Parker), für Stan Kenton, für 
Dizzy Gillespie (1954, Manteca Suite) und Art Farmer. Seit 1951 leitete er gelegentlich auch eigene Bands, zog 1955 nach Havanna zurück, von dort 1959 nach Mexiko-Stadt, wo er Konzert- und Filmmusiken schrieb. Ab 1965 wirkte er wieder in New York und schrieb für Count Basie, Cal Tjader, Clark Terry, Candido, Frank Wess, Gato Barbieri, Mario Bauzá und für eigene Plattenproduktionen. Daneben verfasste er Gebrauchsmusik für Fernsehen und Werbung. Für Wynton Marsalis schrieb er ein Trompetenkonzert. Mit seiner Afro-Cuban Jazz Big Band produzierte er drei Alben, darunter das für einen Grammy nominierte Pure Emotion (1996).

## Diskografie (Auswahl)
- Cuban Blues – The Chico O’Farrill Sessions, 1950–54 (Verve Music Group, 1996)
- Heart Of A Legend (Milestone Records, 1998–99)
- Carambola (Milestone, 2000)

## Filmografie (Auswahl)
Soundtrack
- 1999: Die Thomas Crown Affäre (The Thomas Crown Affair)
- 2004: Eros

Komponist
- 1983: Guaguasi